# 林博史
林博史（1955年4月6日—）是一位日本历史学家，主要研究乙级战犯、慰安妇问题、冲绳岛战役。

## 生平
1955年出生于兵库县神户市，1979年毕业于东京大学文学系，1985年毕业于一桥大学社会学系。1985年进入关东学院大学，1999年晋升教授。他主要研究日本在第二次世界大战中的历史，曾经在新加坡研究肃清大屠杀，发现美军在1945年日本投降之前已经在关岛进行战争罪行审判，2014年4月7日在印度尼西亚巴厘岛发现强制性奴隶的证据。